# せきはん
せきはんは日本の漫画家、イラストレーター。男性。大森しんや名義でも活動している。作品にはバイクを主題とした『恋ケ窪★ワークス』『グッバイエバーグリーン』（ともにバイク専門誌にて連載）、「ご近所アウトドア」を主題とした『のーどうでいず』、旧車を主題とした『ぜっしゃか！ — 私立四ツ輪女子学院絶滅危惧車学科』などがあり、日常系に分類されることもある。

## 来歴と作風
せきはん（大森しんや）は、『ミスターバイク』や『東本昌平RIDE』といったバイク専門誌を中心に活動していたため、漫画ファンにとっては知る人ぞ知る存在であった。『ミスターバイク』誌掲載作品をまとめた短編集『モーターサイクルメモリーズ』に収録されている作品のうち、最も古いものは1993年に発表された「夏のサクラ」である。『ミスターバイク』で2003年より連載された『恋ケ窪★ワークス』はおりもとみまならにより単行本化を待望されていた。『東本昌平RIDE』では2012年より『グッバイエバーグリーン』を、その後2016年より『コミック アース・スター』にて『のーどうでいず』を連載。同年、メディアソフトより刊行された「女子高生たちが国産旧車に乗るとしたら」をテーマとしたイラストムック『JK☆Q — 女子高生×旧車イラストレイテッド』ではイラストをメインで担当。また『コミックNewtype』にて『ぜっしゃか！ — 私立四ツ輪女子学院絶滅危惧車学科』を連載している。
ヤマハSDRやカワサキ・エストレヤに乗るライダーでもあり、バイクの描写がリアルであると評される。

## 作品

### 連載
恋ケ窪★ワークス
『ミスターバイク』にて2003年から連載。主人公のあやめ（元レディース）が勤めるバイク店「恋ヶ窪★ワークス」を舞台に、バイクをめぐる人の輪やメンテや改造のおもしろさといったバイク乗りのメンタルに焦点をあてたエピソードを描く。
- 大森, しんや『恋ケ窪★ワークス — 愛蔵版』モーターマガジン社〈Motor magazine mook〉、2008年6月。ISBN 978-4-86279-070-5。
- 大森, しんや『恋ヶ窪★ワークスLTD — &大森しんや短編集』モーターマガジン社〈Motor magazine mook〉、2008年9月。ISBN 978-4-86279-085-9。

以下は復刻版。
- せきはん『恋ケ窪★ワークス』 上巻、アース・スター エンターテイメント〈EARTH STAR COMICS〉、2016年12月。ISBN 978-4-8030-0972-9。
- せきはん『恋ケ窪★ワークス』 下巻、アース・スター エンターテイメント〈EARTH STAR COMICS〉、2017年2月。ISBN 978-4-8030-0994-1。

グッバイエバーグリーン
『東本昌平RIDE』にて2012年から2013年にかけて大森しんや名義で13話まで不定期連載。単行本化の際に14話が最終話として追加された。祖父の形見のヤマハ・YDS-1に乗る女子高生の翼を主人公に、どこか抜けていてのほほんとしたリアルなバイクライフを描く。
- せきはん『グッバイエバーグリーン』アース・スター エンターテイメント〈EARTH STAR COMICS〉。ISBN 978-4-8030-0926-2。

のーどうでいず
『コミック アース・スター』にて2016年より連載。埼玉県の郊外を舞台とした日常系のご近所アウトドア漫画。
- せきはん『のーどうでいず』 1巻、アース・スター エンターテイメント〈EARTH STAR COMICS〉、2016年9月。ISBN 978-4-8030-0943-9。

ぜっしゃか！ — 私立四ツ輪女子学院絶滅危惧車学科
『コミックNewtype』にて連載。私立四ツ輪女子学院絶滅危惧車学科を舞台に、旧車のレストアを学ぶ女子高生の青春を描く。
- せきはん『ぜっしゃか！ — 私立四ツ輪女子学院絶滅危惧車学科』 1巻、KADOKAWA〈角川コミックス・エース〉、2018年2月。ISBN 978-4-04-106293-7。
- せきはん『ぜっしゃか！ — 私立四ツ輪女子学院絶滅危惧車学科』 2巻、KADOKAWA〈角川コミックス・エース〉、2019年1月。ISBN 978-4-04-107494-7。
- せきはん『ぜっしゃか！ — 私立四ツ輪女子学院絶滅危惧車学科』 3巻、KADOKAWA〈角川コミックス・エース〉、2020年4月。ISBN 978-4-04-109030-5。

### 短編集
- せきはん『オサナセカイ』茜新社〈TENMA COMICS LO〉、2010年6月25日。ISBN 9784863491618
- せきはん『モーターサイクルメモリーズ』アース・スター エンターテイメント〈EARTH STAR COMICS〉、2017年6月。ISBN 978-4-8030-1041-1。
  - 『ミスターバイク』に掲載された「モーターサイクルメモリーズ」、「8インチの冒険」、「夏のサクラ」、「少年少女」、「ゼロヨン島」、「音速昆虫」、「Slow Ride Grasshopper」全5話、「ヤンキーの友達」、「絶版の島」を収録[10][3]。一部大森 2008bと重複あり[3]。

### イラスト担当
- 『JK★Q — 女子高生×旧車イラストレイテッド』メディアソフト〈MS MOOK〉、2016年7月。ISBN 978-4-86632-063-2。